# New Albany, Pennsylvania
New Albany là một thị trấn thuộc quận Bradford, tiểu bang Pennsylvania, Hoa Kỳ. Năm 2010, dân số của thị trấn này là 356 người.